# Drogenutensilien
Als Drogenutensilien kann man Utensilien bezeichnen, die für die Aufbewahrung, die Verarbeitung, den Konsum oder das Verstecken von Drogen bestimmt sind. Drogenutensilien lassen sich, im Allgemeinen, in zwei Kategorien einteilen: Utensilien für den Drogenkonsum und Utensilien für den Drogenhandel. Sie unterscheiden sich stark je nach Konsumform der Droge.

## Utensilien für den Drogenkonsum

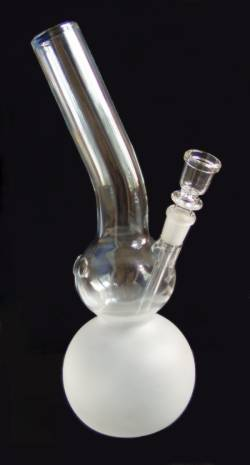
Eine Bong für den Cannabiskonsum.

Zu den benutzerspezifischen Utensilien gehören zum Beispiel:
- für den oralen Konsum von Flüssigkeiten (bspw. Alkohol): verschiedenste Trinkgläser, Becher, Krüge o. Ä.
- zur Inhalation (bspw. von Tabak, Cannabis oder Crack): Feuerzeuge oder Streichhölzer sowie Zigarettendrehmaschinen, Zigarettenfilter und Zigarettenpapier oder Bongs, Shishas und verschiedenformige Pfeifen
- für den nasalen Konsum (bspw. von Speed und Kokain): ein Tablett und ein Röhrchen
- für intravenösen Konsum (bspw. von Heroin und Fentanyl): Injektionsmaterial[1]

### Intravenöser Drogenkonsum

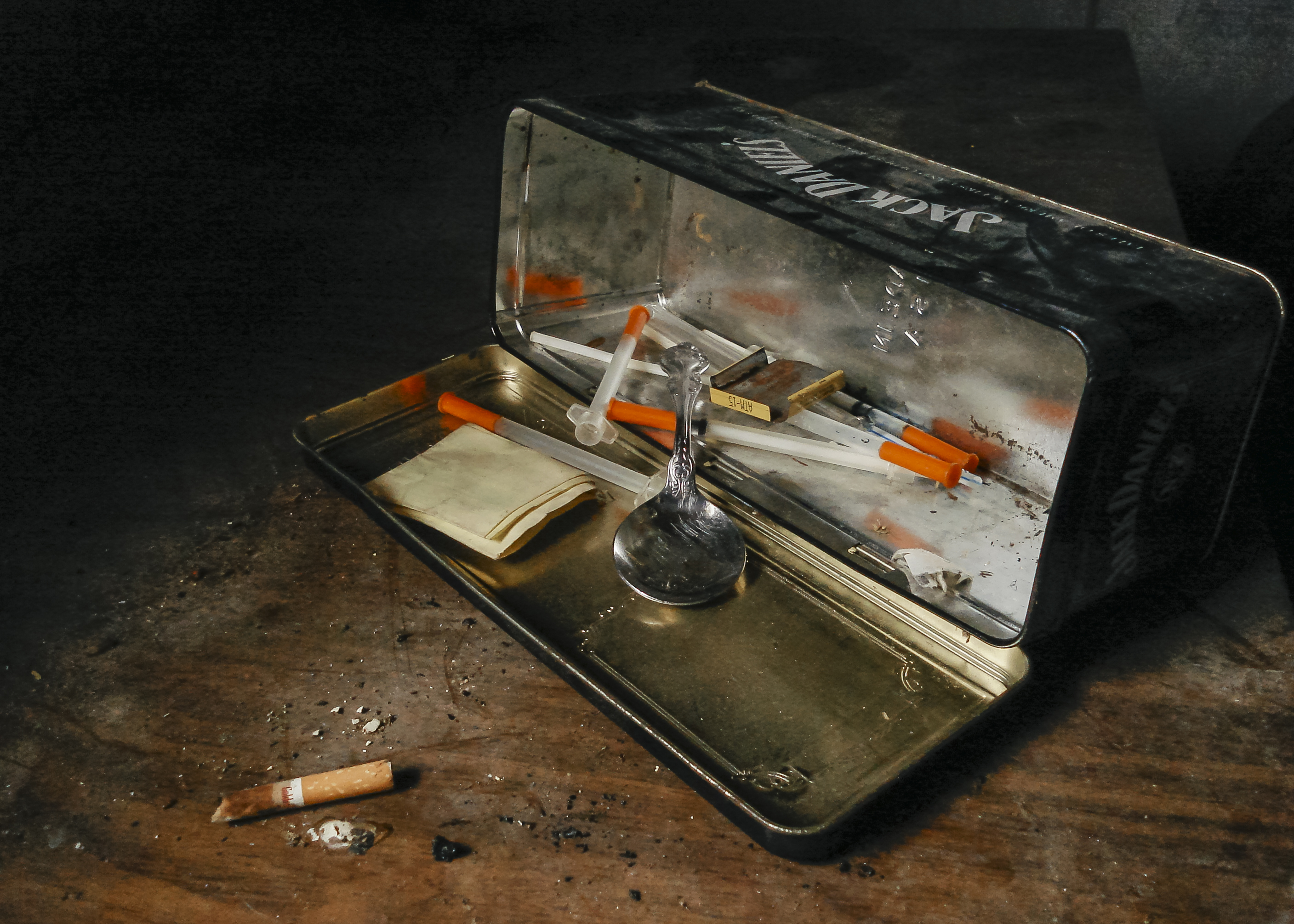
Drogenutensilien für die intravenöse Injektion.

Injektionsmaterial (auch „Fixerbesteck“, „Fixerutensil“, „Drogenbesteck“, „Spritz(en)set“ oder „Spritz(en)besteck“) sind Gegenstände, die für einen intravenösen Konsum von Drogen benötigt werden. Injektionsmaterial kann aus folgenden Gegenständen bestehen:
- Spritzen[2][3]
- Injektionsnadeln[2]
- SteriCups[3] bzw. einem Löffel[2] (zum Erhitzen oder „Aufkochen“ von Substanzen)
- Feuerzeugen[2]
- Injektionsfiltern[3]

## Utensilien für den Drogenhandel
Händlerspezifische Drogenutensilien werden von Drogenhändlern verwendet, um Drogen bspw. zu wiegen oder abzupacken. In diese Kategorie fallen in Bezug auf verbotene Drogen v. a. Feinwaagen und kleine Druckverschlussbeutel, die zur verkaufsgerechten Verpackung verwendet werden können, bzw. Fläschchen.

## Recht

### Deutschland
In Deutschland ist der Besitz von Drogenutensilien nicht gesetzlich verboten, auch wenn diese nur dem Konsum verbotener Drogen dienen können. Sie können jedoch als Indizien auf Delikte zum Beispiel im Zusammenhang mit dem Betäubungsmittelgesetz dienen.

### Vereinigtes Königreich
Im Vereinigten Königreich ist der Besitz von Drogenutensilien nicht illegal. Nach dem Misuse of Drugs Act 1971 können Personen jedoch eine Straftat begehen, wenn die Utensilien Spuren von verbotenen Drogen enthalten. Nach Abschnitt 9A des Misuse of Drugs Act 1971 ist es eine Straftat, „einen Gegenstand zur Bereitstellung oder Zubereitung einer kontrollierten Droge zu liefern oder anzubieten, wenn eine Person glaubt, dass der Gegenstand unter Umständen verwendet wird, unter denen die Verabreichung rechtswidrig ist“.

### USA
Gesetze gegen Drogenutensilien existieren in den Vereinigten Staaten von Amerika seit den 1980er Jahren. Nach dem Federal Drug Paraphernalia Statute, 21 USC 863, das Teil des Controlled Substances Act ist, ist es in den USA illegal, bestimmte Drogenutensilien zu verkaufen, per Post zu befördern, über Staatsgrenzen hinweg zu transportieren, einzuführen oder auszuführen. Das Recht der Vereinigten Staaten enthält Bestimmungen zur Definition, was Drogenutensilien sind. Ebenso haben viele Bundesstaaten eigene Gesetze zum Verbot von Drogenutensilien erlassen. Im Rechtsstreit Hoffman Estates v. The Flipside, Hoffman Estates, Inc. aus dem Jahr 1982 befand der Oberste Gerichtshof der Vereinigten Staaten, dass eine städtische Verordnung, die eine Lizenz für den Verkauf von Utensilien vorschreibt, eine ausreichende Unterscheidung zwischen der Vermarktung und dem illegalen Konsum darstellt, um verfassungsgemäß zu sein. Das harte Durchgreifen der Regierung führte zur Verhaftung von Verkäufern von Drogenutensilien für den Freizeitgebrauch, wie z. B. dem Schauspieler Maxwell Parker Hahn, der 2003 eine Haftstrafe verbüßte, weil er seinen Namen für den Verkauf von Bongs über das Internet verwendet hatte.
Headshops sind in den USA weit verbreitet. In der Regel sind sie jedoch mit Schildern ausgestattet, auf denen steht: „For tobacco use only“ (Nur für den Tabakkonsum) oder „Not for use with illicit drugs“ (Nicht für den Gebrauch mit illegalen Drogen). Ähnliche Richtlinien werden in Online-Headshops angewandt, in denen die Kunden aufgefordert werden, vor dem Kauf von Artikeln detaillierte Erklärungen über den Nichtkonsum illegaler Substanzen abzugeben.

## Hygienemaßnahmen

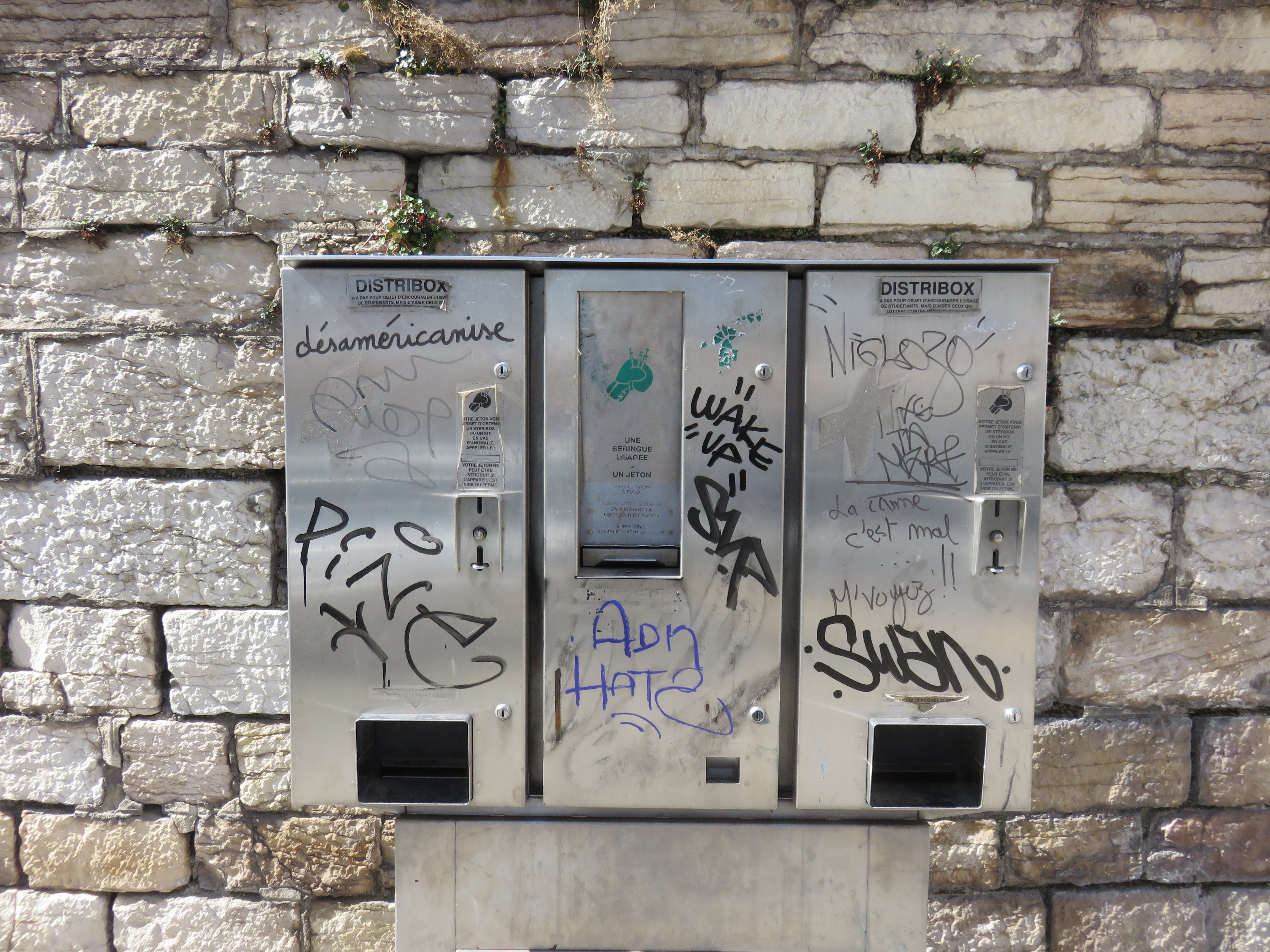
Automat zur Ausgabe von Injektionsspritzen für Suchtkranke in Lyon

Spritzenautomaten sind Teil einer Präventionsstrategie gegen Infektionen. Es handelt sich um einen Automaten, an dem Junkies gegen Bezahlung hygienisch einwandfreie Injektionsmaterialien sowie unter Umständen Pflegeprodukte erhalten können.
Auch bei Drogenkonsumräumen ist das Zurverfügungstellen von hygienischen Drogenutensilien neben der Safer-Use-Beratung zentraler Bestandteil des Hilfsangebots zur Infektionsprophylaxe und Schadensminimierung.